# São João do Polêsine
São João do Polêsine est une municipalité brésilienne située dans l'État du Rio Grande do Sul.